# 赤間二郎
赤間二郎（1968年3月27日—）是一名日本政治人物，自由民主党籍眾議院議員（3期）、總務副大臣兼内閣府副大臣（第3次安倍第2次改造内閣）。曾任總務大臣政務官（第2次安倍改造内閣・第3次安倍内閣）、自民党副幹事長、神奈川縣議会議員（2期）。

## 生平
赤間二郎出生於神奈川縣相模原市，先後就讀相模原市立横山小学校、相模原市立清新中学校、神奈川縣立相模原高等学校，畢業於立教大学經濟学部，其後再從曼徹斯特大學取得經濟社會學碩士。

## 事蹟
大學時代參加拳擊社團，擔任副主將並曾獲獎。1999年以無黨籍身分參加神奈川縣議會議員選舉，首次當選（當時31歳）。
2017年3月，時任日本總務副大臣赤間二郎訪問臺灣，是台日斷交後日本政府訪臺最高層級的官方代表，與日本台灣交流協會代表沼田幹夫、亞東關係協會會長邱義仁、日本演員永瀨正敏共同主持日本觀光推廣活動「多彩日本」開幕儀式，希望台灣也能開放進口日本福島等縣市食品。他表示，雖然這次來台灣沒有發生很大的問題，但一般的國際環境之下，「必須考慮綜合性國際因素」，同時解釋日本與中國的關係很重要，雖然日本與台灣間是「非政府關係」，但有實質上的關係。

## 外部連結
- 赤間二郎官方網站 （页面存档备份，存于）